# (3349) Manas
(3349) Manas – planetoida z pasa głównego asteroid okrążająca Słońce w ciągu 4 lat i 196 dni w średniej odległości 2,74 j.a. Została odkryta 23 marca 1979 roku w Krymskim Obserwatorium Astrofizycznym w Naucznym na Półwyspie Krymskim przez Nikołaja Czernycha. Nazwa planetoidy pochodzi od kirgiskiego poematu Manas. Przed nadaniem nazwy planetoida nosiła oznaczenie tymczasowe (3349) 1979 FH2.